# 우치카와촌 (효고현)
우치카와촌(内川村)은 효고현 기노사키군에 있던 촌이다. 현재의 도요오카시에 해당한다.

## 역사
- 1889년 4월 1일 - 정촌제 시행에 의해 6촌의 구역을 가지고 성립하였다.
- 1925년 5월 23일 - 기타다지마 지진이 발생하여 촌에 큰 피해를 입었다. 이 지진으로 27가구 전부가 붕괴되거나 전소되었다..
- 1955년 2월 1일 - 구 기노사키정과 합병해 새로운 기노사키정이 성립, 동일 우치카와촌은 폐지되었다.

## 교통

### 철도
- 일본국유철도
  - 산요본선

## 참고문헌
- 角川日本地名大辞典 28 兵庫県